# SP-225
A SP-225 é uma rodovia transversal do estado de São Paulo, administrada pelo Departamento de Estradas de Rodagem do Estado de São Paulo (DER-SP) e pelas concessionárias EixoSP e CART.

## Denominações
Recebe as seguintes denominações em seu trajeto:
Nome:	Ciro Albuquerque, Deputado, Rodovia	
- De - até:	Aguaí - Pirassununga
- Legislação: LEI 8.866 DE 08/08/94

Nome:	Rogê Ferreira, Deputado, Rodovia	
- De - até:	SP-330 (Pirassununga) - SP-310 (Itirapina)
- Legislação: LEI 9.550 DE 02/05/97

Nome:	Paulo Nilo Romano, Engenheiro, Rodovia	
- De - até:	Itirapina - Jaú
- Legislação: LEI 3.756 DE 23/06/83

Nome:	João Ribeiro de Barros, Comandante, Rodovia	
- De - até:	Jaú - Bauru
- Legislação: LEI 9.850 DE 26/09/67[5]

Nome:	Joao Baptista Cabral Rennó, Engenheiro, Rodovia	
- De - até:	Bauru - SP-270 (Ipaussu)
- Legislação: LEI 3.095 DE 25/11/81

## Descrição
Principais pontos de passagem: SP 344 (Aguaí) - Analândia - Brotas - Jaú - Piratininga - SP 270 (Ipauçu)

## Características

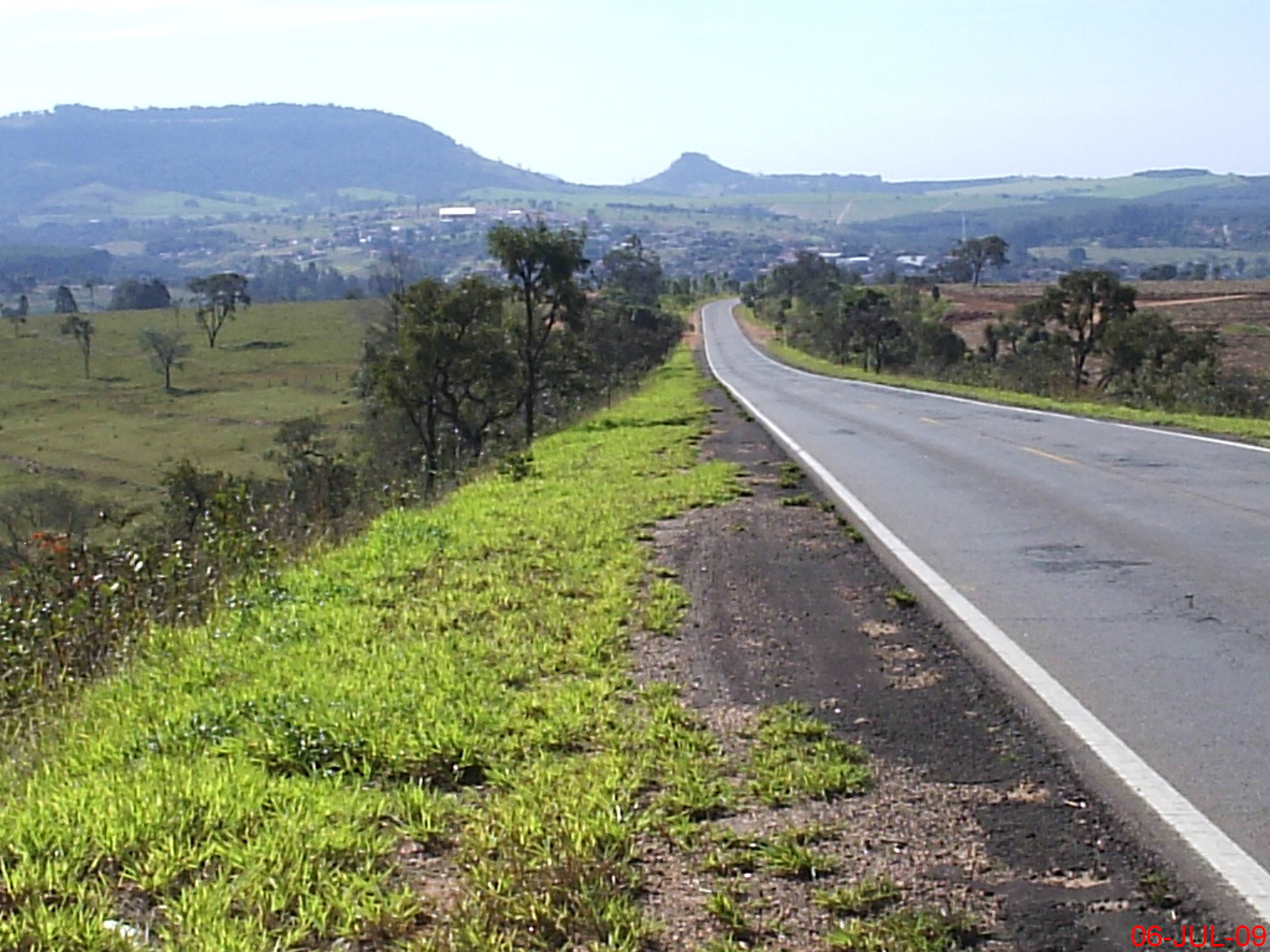
Trecho da SP-225 em Analândia.

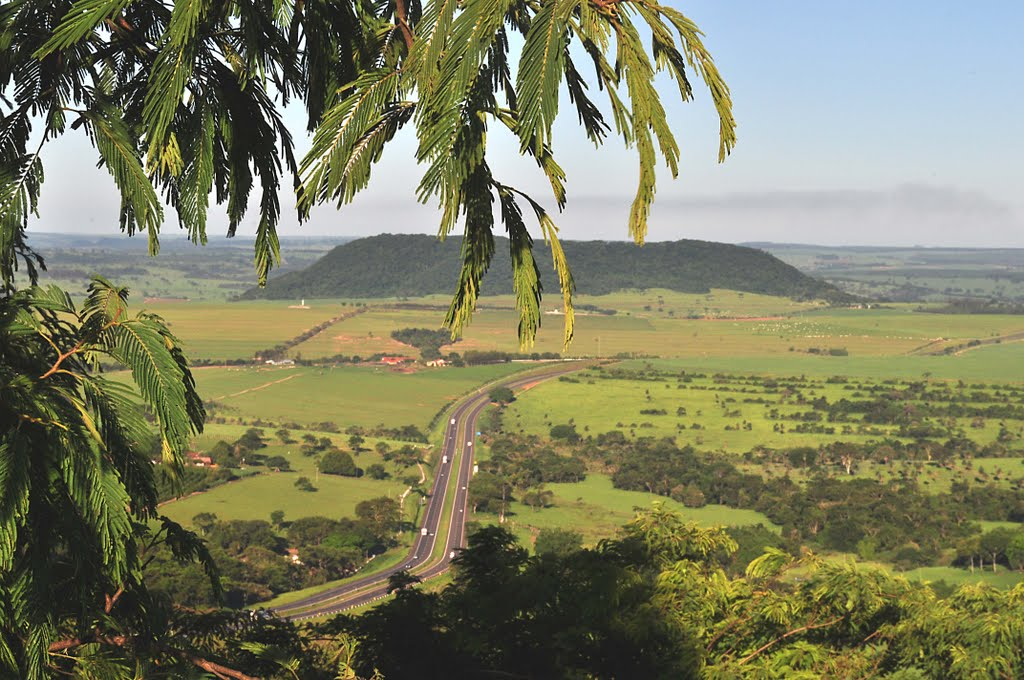
Vista de trecho da SP-225 antes da Serra de Dois Córregos.

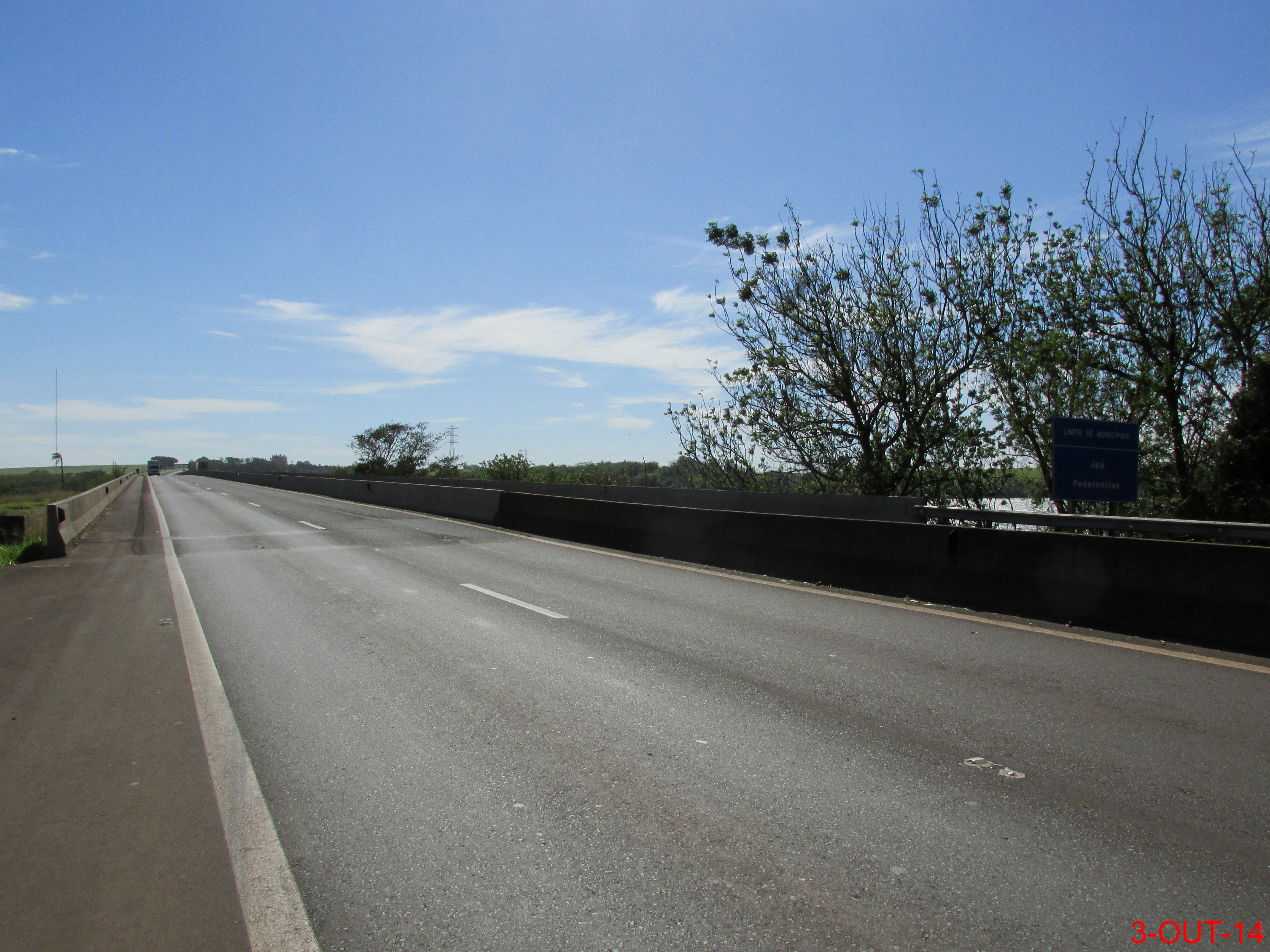
Ponte da SP-225 sobre o Rio Tietê.

### Extensão
- Km Inicial: 0,000
- Km Final: 341,736

### Localidades atendidas
- Aguaí
- Pirassununga
- Analândia
- Itirapina
- Itaqueri da Serra
- Brotas
- Dois Córregos
- Guarapuã
- Jaú
- Potunduva
- Itapuí
- Pederneiras
- Vanglória
- Guaianás
- Bauru
- Piratininga
- Cabrália Paulista
- Paulistânia
- Domélia
- Espírito Santo do Turvo
- Caporanga
- Santa Cruz do Rio Pardo
- Sodrélia
- Ipaussu